# 곽수산

곽수산은 1992. 10.27 대한민국의 방송인의 리포터이다.

## 경력
채널 ETN - 쇼 미 더 이슈 리포터
C&M 2015 대한민국 대학가요제 MC
마포 FM - 마음으로 읽는 영화음악 라디오 리포터
소셜커머스 온라인 홈쇼핑 - 무궁화 꽃이 피었습니다 쇼 호스트
주한외국대사관의 날 MC
Korea Sale FESTA MC
고양 스마트 영화제 MC
상주상무 유소년 사커페스트벌 장내 아나운서
(주)플레디스 소속 아이돌 그룹 뉴이스트 팬미팅 MC(5회)
성우 이윤선과 함께하는 성우캠프 MC
가수 바비킴과 함께하는 보컬캠프 MC
팟캐스트 - 정영진 최욱의 매불쇼
JTBC - 알짜왕 리포터
채널A - 김현욱의 굿모닝 리포터
2018 제8회 대한민국한류대상 MC
팟캐스트 - 유지은 곽수산의 아삭한 이야기 (2019년)
SK브로드밴드 중부방송 - 오늘 간식 콜 (2020년)

## 방송 출연
MBC - 생방송 오늘 저녁 리포터 (2018년 12월~)
KBS 1TV - 6시 내고향 청주 리포터 (2020년 9월~)
SK브로드밴드 중부방송 - 신나는 노래타임 흥부자 MC (2021년 3월~)
KBS Cool FM - 조우종의 FM대행진 목요일 '부자의 세계' 코너 (2021년 4월~2022년 7월), 목요일 '플레이 그라운드' 코너 (with 강성철 KBS N 아나운서, 2022년 8월~), 스페셜 DJ (2023년 1월 16일 ~ 24일)
정영진 최욱의 매불쇼 - 사이다 헤드라인(목요일 담당)